# Jens Toornstra
Jens Toornstra (ur. 4 kwietnia 1989 w Alphen aan den Rijn) – piłkarz holenderski grający na pozycji lewego lub środkowego pomocnika. Od 2014 roku jest zawodnikiem Feyenoordu.

## Kariera klubowa
Swoją karierę piłkarską Toornstra rozpoczął w klubie Alphense Boys. Następnie przeszedł do ADO Den Haag. W 2009 roku awansował do kadry pierwszego zespołu. 4 grudnia 2009 zadebiutował w Eredivisie w zremisowanym 1:1 wyjazdowym meczu z Rodą JC Kerkrade. W sezonie 2010/2011 stał się podstawowym zawodnikiem klubu z Hagi. 30 stycznia 2011 w wyjazdowym spotkaniu z Excelsiorem Rotterdam (5:1) strzelił swojego premierowego gola w lidze holenderskiej. W ADO Den Haag grał do stycznia 2013 roku.
W styczniu 2013 roku Toornstra przeszedł do FC Utrecht. Swój debiut w nim zanotował 3 lutego 2013 w zwycięskim 4:2 wyjazdowym meczu z FC Twente. W debiucie zdobył gola.
Latem 2014 Toornstra został zawodnikiem Feyenoordu, do którego przeszedł za kwotę 3,5 miliona euro.
| Sezon   | Klub         | Kraj     | Rozgrywki  | Mecze | Bramki |
| ------- | ------------ | -------- | ---------- | ----- | ------ |
| 2009/10 | ADO Den Haag | Holandia | Eredivisie | 18    | 0      |
| 2010/11 | ADO Den Haag | Holandia | Eredivisie | 34    | 3      |
| 2011/12 | ADO Den Haag | Holandia | Eredivisie | 32    | 3      |
| 2012/13 | ADO Den Haag | Holandia | Eredivisie | 20    | 5      |
| 2012/13 | FC Utrecht   | Holandia | Eredivisie | 12    | 5      |
| 2013/14 | FC Utrecht   | Holandia | Eredivisie | 34    | 12     |
| 2014/15 | FC Utrecht   | Holandia | Eredivisie | 2     | 1      |
| 2014/15 | Feyenoord    | Holandia | Eredivisie | 29    | 7      |
| 2015/16 | Feyenoord    | Holandia | Eredivisie | 21    | 2      |
| 2016/17 | Feyenoord    | Holandia | Eredivisie | 34    | 14     |
| 2017/18 | Feyenoord    | Holandia | Eredivisie | 32    | 8      |
| 2018/19 | Feyenoord    | Holandia | Eredivisie | 32    | 8      |
| 2019/20 | Feyenoord    | Holandia | Eredivisie | 21    | 5      |
| 2020/21 | Feyenoord    | Holandia | Eredivisie |       |        |

## Kariera reprezentacyjna
W latach 2010–2011 Toornstra grał w reprezentacji Holandii U-21. W dorosłej reprezentacji zadebiutował 7 czerwca 2013 roku w wygranym 3:0 towarzyskim meczu z Indonezją, rozegranym w Dżakarcie.